# U-475
Unterseeboot 475 foi um submarino alemão do Tipo VIIC, pertencente a Kriegsmarine que atuou durante a Segunda Guerra Mundial.
O U-475 esteve em operação entre os anos de 1943 e 1945, realizando neste período 4 patrulhas de guerra, nas quais afundou um e danificou outro navio aliado, num total de 776 toneladas de arqueação.
Foram abertos buracos no casco para afundar em Kiel-Wik  no dia 3 de maio de 1945.

## Comandantes
| Comandante            | Data                                   |
| --------------------- | -------------------------------------- |
| Kptlt. Otto Stoeffler | 7 de julho de 1943 - 3 de maio de 1945 |

## Subordinação
Durante o seu tempo de serviço, esteve subordinado às seguintes flotilhas:
| Período                                       | Flotilha                                  |
| --------------------------------------------- | ----------------------------------------- |
| 7 de julho de 1943 - 31 de julho de 1944      | 5. Unterseebootsflottille (treinamento)   |
| 1 de agosto de 1944 - 15 de fevereiro de 1945 | 8. Unterseebootsflottille (serviço ativo) |
| 16 de fevereiro de 1945 - 3 de maio de 1945   | 4. Unterseebootsflottille (serviço ativo) |

## Coordenadas
1. ↑  em posição 54° 19' N 10° 10' E